# 아마즈유 다쓰키
아마즈유 타쓰키(甘露 樹, 아마즈유 타츠키)는 일본의 게임 크리에이터(원화가)이다. 주식회사 아쿠아플러스 산하 리프 도쿄 개발실 소속.

## 약력과 활동
- 유한 회사 아이데스(アイデス, 현 F&C) 산하 칵테일 소프트에 입사했다.
- 1996년 'Pia♥캐롯에 어서오세요!!'에서 메인 원화 담당으로 원화가 데뷔.
- 1997년 'Pia♥캐롯에 어서오세요!! 2' 담당 이후 아이데스를 퇴사했다.
- 1998년 아쿠아플러스 입사, Leaf 도쿄 개발실을 설립한다.
- 이후로 계속 Leaf 소속으로 각종 게임의 원화를 담당하고 있다.

## 인물
- 애칭은 '甘さま 간사마[*]'이며, 이름의 '甘露(감로)'를 보통 음독으로 읽고, '樹(나무 수)'를 보통 'いつき(이츠키)'로 읽기 때문에 'かんろじゅ 간로주[*]'나 'かんろ いつき 간로 이쓰키[*]'로 잘못 불리기도 한다.
- Leaf 도쿄 개발실 소속 나카무라 다케시는 스승으로 알려져 있다.
- Leaf 도쿄 개발실 소속 원화가 미쓰미 미사토는 최고의 동료로, 칵테일 소프트 재직 중부터 좋은 콤비 활동을 가져왔다.

## 작품 목록

### 칵테일 소프트 재직 중
- Pia♥캐롯에 어서오세요!!
- Pia♥캐롯에 어서오세요!! 2

### Leaf 재직 중
- Comic Party
- 칭송받는 자
- 천사가 없는 12월 - CG 감수
- 아루루와 놀자!!
- To Heart 2
- To Heart 2 AnotherDays
- 네가 부르는, 메기드의 언덕에서